# Diepwatermossel
De diepwatermossel (Mytilus galloprovincialis) is een mariene tweekleppigensoort uit de familie van de Mytilidae. De wetenschappelijke naam van de soort werd in 1819 voor het eerst geldig gepubliceerd door Jean-Baptiste de Lamarck. Het is een invasieve soort in vele delen van de wereld, en ook een object van aquacultuur.

## Kenmerken

Rechter Klep

De diepwatermossel wordt tot 140 mm lang. Het is een gladschilmossel met een iets bredere basis dan die van Choromytilus meridionalis, waarmee hij in Zuid-Afrika vaak wordt verward. De schaal is blauwviolet of zwart, maar kan lichtbruin kleuren.
Rechter en linker klep van hetzelfde exemplaar:

Rechter Klep
Linker Klep

Mytilus galloprovincialis dilatatus

Rechter Klep
Linker Klep

Mytilus galloprovincialis trigonus
- Rechter Klep
- Linker Klep

## Verspreiding
De diepwatermossel is inheems in de Middellandse Zee en de Atlantische kust van Zuid-Europa. Deze soort is geïntroduceerd en wijdverbreid in West-Noord-Amerika, Azië, Zuid-Afrika en mogelijk elders. Larven van M. galloprovincialis kunnen zich vestigen op een groot aantal verschillende oppervlakken, waaronder rotsen, hout, vegetatie, dokken en scheepsrompen. Terwijl ze groeien, worden ze aangetrokken door andere mosselen en kunnen ze uitgebreide bedden met een complexe leefomgeving vormen. Deze soort is door de Invasive Species Specialist Group van de International Union for Conservation of Nature (IUCN) vermeld als een van de '100 ergste invasieve soorten'. De economische en ecologische effecten zijn echter complex. In sommige gebieden is het een belangrijke aquacultuursoort, maar het kan de aquacultuur van andere soorten verstoren en de scheepsrompen en industriële watersystemen vervuilen.